# Apterosperma
Apterosperma là một chi thực vật thuộc họ Theaceae. Chi này chỉ có 1 loài:
- Apterosperma oblata, H.T. Chang